# Morbid Fascination of Death
Morbid Fascination of Death ist das dritte Studioalbum der norwegischen Black-Metal-Band Carpathian Forest. Es erschien am 21. September 2001 über Avantgarde Music und Irond auf CD sowie als Lizenzpressung über No Colours Records als auf 1000 Exemplare limitierte LP.

## Titelliste
1. Fever, Flames and Hell – 2:31
2. Doomed to Walk the Earth as Slaves of the Living Dead – 3:12
3. Morbid Fascination of Death – 2:28
4. Through Self-Mutilation – 2:58
5. Knokkelmann – 3:42
6. Warlord of Misantrophy – 2:43
7. A World of Bones – 4:43
8. Carpathian Forest – 2:06
9. Cold Comfort – 5:08
10. Speechless – 3:27
11. Ghoul (Mayhem-Cover) – 3:40
12. Nostalgia (Demoaufnahme) – 3:9:34

## Gestaltung
Das Cover zeigt Sänger R. Nattefrost mit zwei in einer an das Petruskreuz erinnernden Form gekreuzten Macheten vor einem Hintergrund aus Menschenschädeln. Auf der Rückseite sind Abbildungen der fünf Mitglieder der Band zu sehen.

## Musikstil
Morbid Fascination of Death hat laut Thomas von The Metal Observer „denselben morbiden Geist“ wie das vorige Album Strange Old Brew, baut jedoch mehr auf langsame, ruhige und beinahe doom-lastige Atmosphäre und ist experimenteller als der Vorgänger. Auf dem Album finden sich vereinzelt Keyboards, weiblicher Gesang und ein Tenorsaxophon.

## Kritiken
Morbid Fascination of Death wurde mitunter als Sammlung von B-Seiten von Strange Old Brew bezeichnet, Matthias Noll von Chronicles of Chaos sah darin die schlechteren Teile der Aufnahmen zum Vorgänger; erwähnenswert seien nur Knokkelmann und das Mayhem-Cover Ghoul, der größte Teil des Albums sei langweilig und Morbid Fascination of Death eine überflüssige Veröffentlichung. Michel Renaud von The Metal Crypt erwähnt die sofort auffallenden, zahlreichen Ähnlichkeiten zwischen beiden Alben, die Band serviere jedoch nicht „dieselbe Suppe in einer anderen Schale“. Das Saxophon sei ein für Metal-Alben untypisches Instrument, dessen Einsatz jedoch gut, effektiv und gelungen in das Album integriert. Einziger Mangel sei, dass das Album etwas zu sehr nach Strange Old Brew klinge. Roberto Martinelli vom Maelstrom bezeichnete das Album typisch für Carpathian Forest, jedoch sei es ein „Schritt nach unten“ gegenüber dem vorigen. Dennoch sei es eine Qualitätsveröffentlichung.
Thomas von The Metal Observer wies auf die experimentellen Tendenzen des Albums hin, die Fans müssten sich jedoch nicht sorgen, die Musik von Carpathian Forest sei immer noch „sehr düster, ungesund und hasserfüllt“. Neil, ebenfalls von The Metal Observer, äußerte, er liebe zwar die Sonderwege von Burzum, Emperor oder Gorgoroth, gelegentlich sei Carpathian Forests relativ simple Black-/Thrash-Metal-Mischung das perfekte Antidot zu ihren Idiosynkrasien und ihre von Sadomasochismus und Selbsthass geprägten Texte „eine willkommene Abwechslung von all der ‚Heil-Satan‘-Albernheit“. Nach dem „sinnlosen kleinen Intro“ befriedige das Album jeden Darkthrone-Liebhaber zunehmend. Kyle Ward von Sputnikmusic gab an, die Band erst durch Morbid Fascination of Death entdeckt zu und Black Metal bis dahin immer mit einer gewissen Ernsthaftigkeit behandelt zu haben, bei Textzeilen wie „You are nothing, you will never succeed. Give up, it's the easiest way. Take the blade, cut your wrist. You will not be missed, you were merely there.“ habe er jedoch lachen müssen. Diese seien unnötig, wie auch die Bilder der bewaffneten Musiker und einer in Stacheldraht gewickelten Frau, die ein Messer an ihr Handgelenk hält. Bei alledem zusammen mit den umgedrehten Kreuzen und ständigen Verweisen auf Satan sei es schwer zu glauben, dass die Mitglieder „so fertig“ seien. Zu seiner Überraschung sei die Musik jedoch keinesfalls schlecht. Ward lobte einzelne Elemente wie die Gitarrenarbeit in der Mitte des Stücks Through Self-Mutilation, die Zusammenarbeit von Text und Instrumenten bei Knokkelmann und die Passage mit dem schnelleren Riff und dem gegenüber der Gitarre lauter werdenden Schlagzeug ebenda, das Stück Cold Comfort und das abschließende Speechless. Insgesamt sei das Album gut und sein Potential zeige sich nach mehrmaligem Hören. Auch Asmondeus von metal.de sieht die Gestaltung des Albums als „überspitzt, fast schon parodistisch“ an; hier seien „alle Black-Metal-Tugenden vereint, auch wenn diese dermaßen überladen wirken, dass ein wirkliches Ernstnehmen nur sehr schwer fällt“. Die Band verfalle nur selten „in die absolute Raserei, dann aber gekonnt und akzentuiert“. Sie könne zwar „nicht ganz an die guten alten Tage des Genre anknüpfen“, könne aber „doch zumindest in der heutigen Zeit der mittelmäßigen Veröffentlichungen ein Zeichen […] setzen und ein Black-Metal-Album […] publizieren, welches diesen [sic!] Bezeichnung noch mit Stolz tragen darf. Besonders da dieser ‚meinen-die-das-ernst‘-Aspekt der Sache noch zusätzliche Würze verleiht.“
Das Rock-Hard-Magazin nahm „Morbid Fascination of Death“ in die Liste der „250 Black-Metal-Alben, die man kennen sollte“ auf.